# Udosarx lyrata
Udosarx lyrata är en snäckart som beskrevs av Webb 1959. Udosarx lyrata ingår i släktet Udosarx och familjen skogssniglar. Inga underarter finns listade i Catalogue of Life.